# 馬亞克 (佐洛喬夫區)
50°9′47″N 35°57′10″E / 50.16306°N 35.95278°E
馬亞克（烏克蘭語：Маяк）是位於烏克蘭東部的村莊，由哈爾科夫州博霍杜希夫區的佐洛奇夫市鎮負責管轄。該村始建於1929年，面積0.21平方公里，海拔高度137米，2001年該村落人口155。